# Șușița (Grozești), Mehedinți
Șușița este un sat în comuna Grozești din județul Mehedinți, Oltenia, România.

## Vezi și

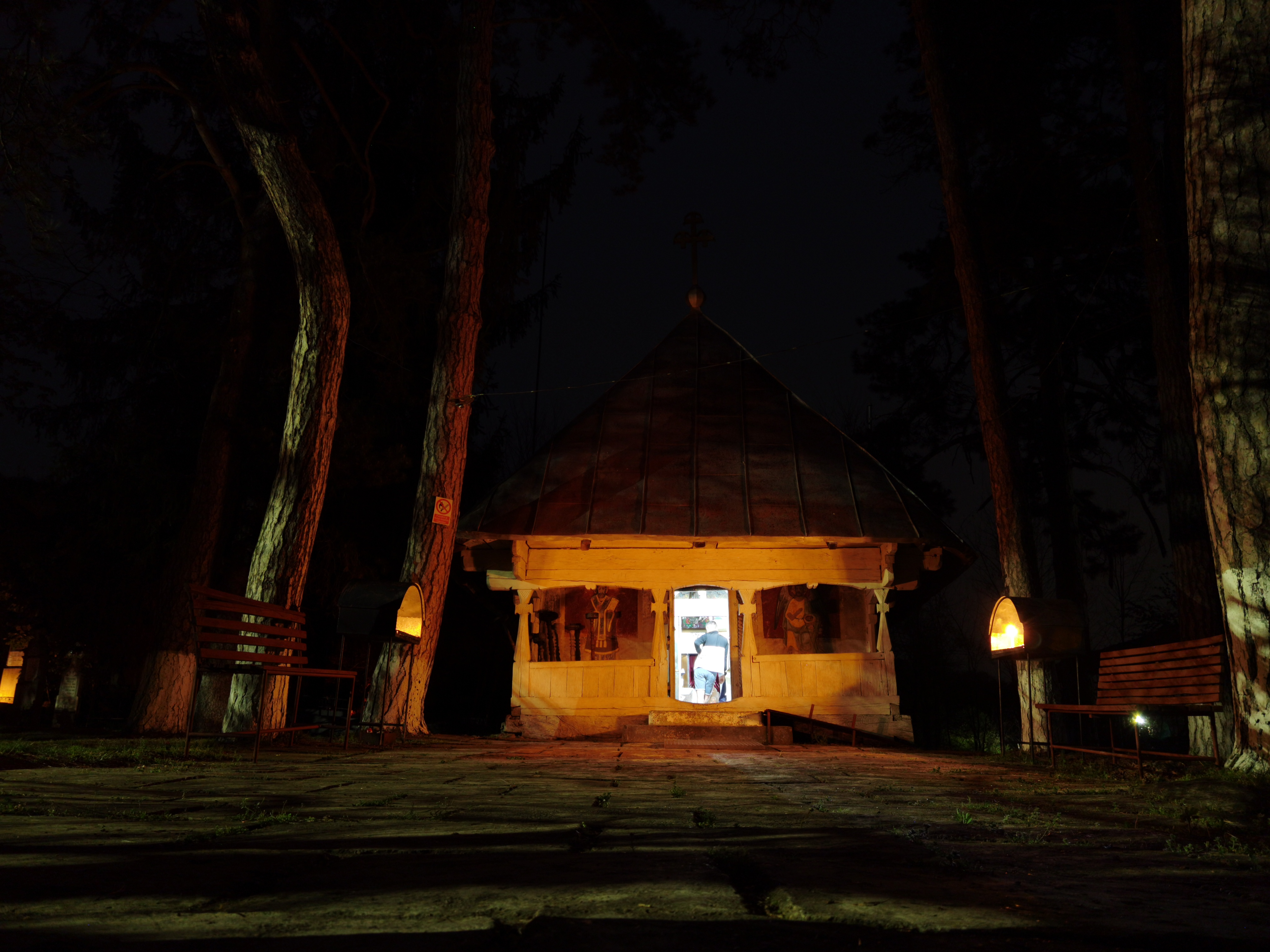

- Biserica de lemn din Șușița